# Paul Féval
Ne doit pas être confondu avec Paul Féval fils.
Paul Féval est un écrivain français né le 29 septembre 1816 à Rennes et mort le 7 mars 1887 dans le 7e arrondissement de Paris.
Son œuvre abondante, composée de plus de 70 romans populaires édités en feuilleton et de près de 70 nouvelles en plus d' « au moins une trentaine de pièces de théâtre, d’études historiques, de brochures chrétiennes, de pamphlets », eut un succès considérable de son vivant, égalant celles d’Honoré de Balzac et d’Alexandre Dumas.
Son roman le plus connu, Le Bossu, d'où est tiré la réplique « Si tu ne viens pas à Lagardère, Lagardère ira à toi ! », a fait l'objet d'une dizaine d'adaptations au cinéma.

## Biographie

### Les jeunes années
Paul Henry Corentin Féval naît le 29 septembre 1816 à trois heures et demie du soir dans l'hôtel de Blossac, rue du Four-du-Chapitre à Rennes. Son père, royaliste et chrétien, originaire de Troyes, appartient à la petite magistrature : il est conseiller à la cour royale de la ville. Sa mère, Jeanne Joséphine Renée Le Baron, est bretonne de la région de Redon, et petite-fille du jurisconsulte Henri François Potier de La Germondaye. La famille est nombreuse (cinq enfants) et les revenus sont insuffisants. En 1826, à l'âge de 10 ans, Paul entre comme interne au collège royal de Rennes (aujourd'hui lycée Émile-Zola). Son père meurt l'année suivante.
En troisième, au plus fort des troubles révolutionnaires de 1830, il affiche au collège des opinions monarchistes, et déclenche des bagarres. Le proviseur le prie d'aller se calmer à la campagne. Il passe quelques mois chez son oncle, Guillaume de Foucher de Careil, au château de la Forêt-Neuve, à Glénac. Le séjour va le marquer profondément. Des conspirateurs s'assemblent la nuit au château, on fond des balles. Paul laisse son imagination s'enfiévrer, il ne rêve que de batailles, de massacres. Il entend des légendes macabres à la veillée, parcourt les landes, erre entre les marais, s'enfonce dans les brouillards, recueille des récits de la bouche d'anciens chouans de 1793… Il revient à Rennes en janvier 1831, et entre en classe de seconde. Il obtient son diplôme de bachelier en 1833.
Il oriente ses études vers le droit, et passe sa licence à l’université de Rennes pour devenir avocat en 1836. Mais il abandonne rapidement cette profession, après une plaidoirie malheureuse. Au mois d'août 1837, il s'installe à Paris comme commis chez un oncle banquier, mais le monde de la banque et du commerce ne lui convient pas. Son oncle le chasse parce qu'il ne travaille pas. Il songe à la littérature, tout en exerçant des petits métiers qui assurent mal sa subsistance. Ses premiers écrits sont refusés par les éditeurs.

### Les débuts littéraires
Des recommandations l’introduisent dans les milieux catholiques et royalistes. Le Club des phoques est le premier texte publié en 1841 dans la Revue de Paris. Son talent est remarqué par des éditeurs de journaux tels La Législature et Le Courrier français. En 1843, Anténor Joly, futur directeur de L’Époque, et présentement rédacteur en chef du Courrier français, avait passé commande à un écrivain, demeuré longtemps anonyme, d'un texte de même inspiration et de facture similaire aux Mystères de Paris d'Eugène Sue, pour utiliser le titre Les Mystères de Londres. Mais le résultat n'est pas publiable en l'état et, en catastrophe, Anténor Joly se résout à s'adresser à Paul Féval (dont il venait de publier Le Loup blanc dans Le Courrier français), qui accepte de rédiger un nouveau roman en à peine un mois. En effet, annoncé le 23 novembre 1843, la publication des Mystères de Londres commence le 20 décembre 1843 sous le pseudonyme de sir Francis Trolopp (exigé par Joly). Le succès populaire est immédiat : lorsque la première partie du feuilleton s'achève le 28 janvier 1844, Féval est déjà parti à Londres pour se documenter afin de rédiger la suite et y ajouter de la couleur locale. Le roman sera prolongé durant quatre parties jusqu'au 12 septembre 1844. Il est contrefait au fur et à mesure à Bruxelles par la Société belge de librairie (Hauman et Cie, 9 volumes) et publié officiellement à Paris en onze volumes, étalés de mars à octobre 1844. Il y a vingt rééditions : la renommée de l’auteur est faite.

### La carrière littéraire

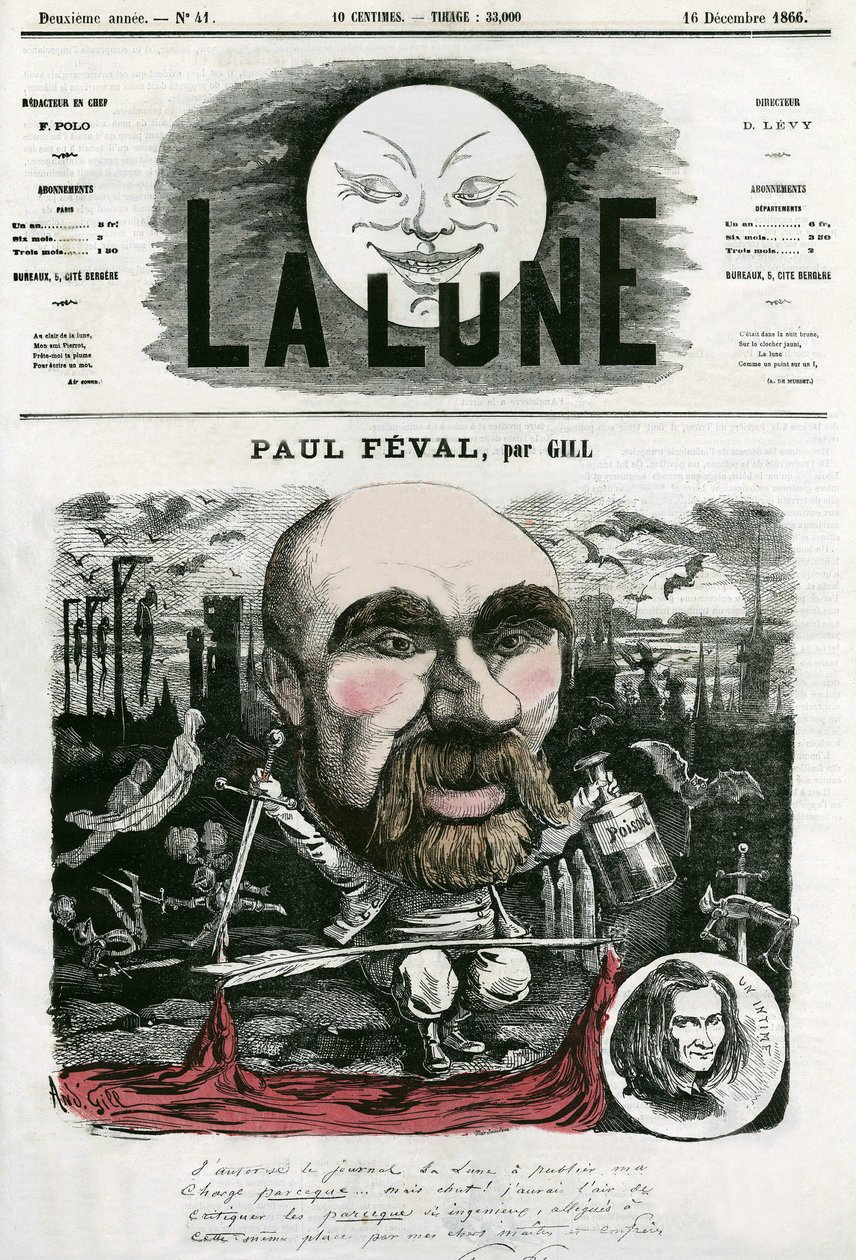
Paul Féval et son univers caricaturés par André Gill dans La Lune, 16 décembre 1866.

La carrière littéraire est engagée, et suivent d’autres romans-feuilletons : Le Capitaine Spartacus, Les Chevaliers du Firmament, Le Loup Blanc. Féval qui est un conservateur ressent durement la Révolution française de 1848 : par ses écrits, n'a-t-il pas contribué à réveiller la conscience politique du peuple, et lancé un mouvement qu’il réprouve ? Il décide donc de réorienter sa production dans une direction plus neutre, et poursuit ses publications.
En 1853, il écrit la chanson Monsieur de Charette, également connue sous le nom de Prends ton fusil Grégoire. Elle deviendra l'une des plus célèbres chansons royalistes françaises.
En 1854, il épouse la fille de son médecin, Marie Pénoyée. Le couple aura huit enfants. Paul Féval fils évoquera la rencontre et le mariage de ses parents :

« Un jour, alors qu'il se sentait accablé, il se rendit au cabinet médical d'un homéopathe, le docteur Pénoyée. Ce dernier le prit un peu à sa charge et s'évertua à le guérir de sa dépression nerveuse. Le médecin avait une fille de vingt ans, Marie Pénoyée. Si le premier garantissait les soins du corps, la seconde permit les soins du cœur. En 1854, Marie offrit sa main au futur père de ses huit enfants. L'un d'eux naquit en 1860 et porta le prénom et le nom de son écrivain de père. »

1857 est l’année où sort Le Bossu ou le Petit Parisien, roman auquel on l'associe encore de nos jours, notamment grâce aux neuf romans écrits par Paul Féval fils qui continuent l'histoire.
En 1863, il rencontre son homologue britannique Charles Dickens, avec lequel il noue des liens d'amitié.
En 1870, au moment de la défaite et de la Commune de Paris, il quitte Paris pour revenir à Rennes quelque temps.
En 1876, il renoue ostensiblement avec la foi catholique, après un deuxième échec à l'Académie française et des problèmes financiers dus à une popularité émoussée. Il devient alors l'un des rédacteurs de La France illustrée de l'abbé Roussel.
Féval s'est essayé à la plupart des types de roman : le roman de cape et d'épée avec Le Bossu, Le Cavalier Fortune, Le Capitaine fantôme, le mystère urbain avec Les Mystères de Londres, Les Habits noirs, les récits bretons avec Le Loup blanc, La Belle étoile, La Première Aventure de Corentin Quimper, le fantastique avec La Vampire, Le Chevalier Ténèbre. Il s'est aussi essayé au théâtre et même à l'histoire politique et judiciaire.

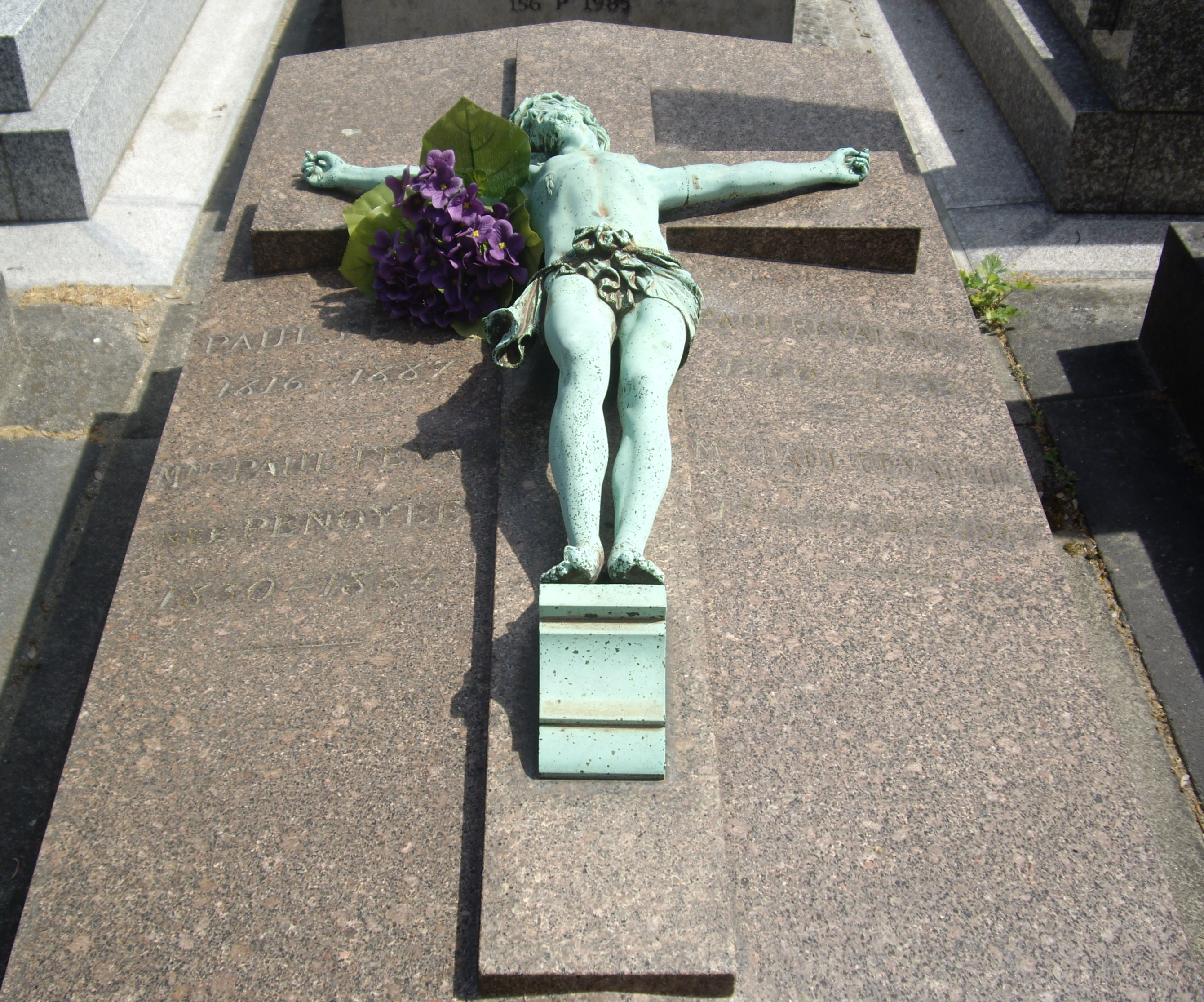
Tombe de Paul Féval père et Paul Féval fils, cimetière du Montparnasse, division 26 (petit cimetière).

Il utilisa abondamment les thèmes de la chouannerie et des luttes politiques précédant l'annexion de la Bretagne. En 1879 parut chez l'éditeur Victor Palmé le recueil de nouvelles Chouans et Bleus soigneusement revues et corrigées depuis leurs parutions en feuilletons dans des périodiques : Le Petit Gars, Le Docteur Bousseau, Le Capitaine Spartacus et La Mort de César.

### Les dernières années
Au début des années 1880, il est sujet à des crises d’hémiplégie et il est recueilli par les frères de Saint-Jean-de-Dieu, à Paris. Quasi oublié dans ses dernières années, il va les consacrer à remanier son œuvre dans un sens plus conforme à la morale catholique. Il meurt le 7 mars 1887 au 19 rue Oudinot, Paris 7e. Il est inhumé au cimetière du Montparnasse.

## Œuvres
- 1841 : Le Club des phoques
- 1843 : Les Mystères de Londres
- 1843 : Le Capitaine Spartacus

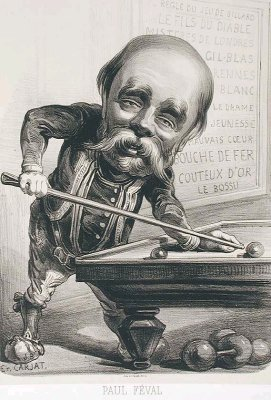
Caricature par Étienne Carjat (lithographie).

- 1843 : Les Chevaliers du Firmament - Réédité sous le titre Les Fanfarons du Roi
- 1843 : Le Loup blanc
- 1844 : Fontaine aux perles
- 1844 : Les Aventures d'un émigré
- 1845 : Les Contes de nos pères
- 1845 : La Forêt de Rennes (contient Le Loup blanc et Le Banquier de cire)
- 1845 : Les Amours de Paris
- 1846 : La Quittance de minuit - Réédité en 2006 sous le titre Les Molly-Maguires
- 1846 : Le Fils du diable
- 1848 : Le Château de Croïat
- 1849-1850 : Les Belles-de-nuit ou les Anges de la famille
- 1850 : La Fée des grèves
- 1850 : Beau Démon
- 1851 : Le Capitaine Simon
- 1852 : Les Nuits de Paris
- 1852 : La Forêt noire - Réédité sous le titre La Reine des épées
- 1851-1852 : Les Tribunaux secrets
- 1851-1852 : Frère tranquille
- 1853 : Le Tueur de tigres
- 1853 : Monsieur de Charette (chanson)
- 1855-1856 : La Louve
- 1855-1856 : L'Homme de fer
- 1856 : Madame Gil Blas, souvenirs et aventures d'une femme de notre temps
- 1856 : Les Couteaux d'or
- 1856 : La Vampire[18].
- 1857 : Le Bossu ou le Petit Parisien
- 1857 : Les Compagnons du silence
- 1857 : Les Errants de la nuit
- 1858 : La Fabrique de mariages
- 1859 : Le Roi des gueux
- 1860 : Le Chevalier Tènèbre
- 1861 : Le Drame de la jeunesse
- 1862 : Le Capitaine fantôme
- 1862 : Valentine de Rohan, (suite de La Louve)
- 1862 : Jean Diable
- 1863 : Le Poisson d'or
- 1863 : La Fille du juif errant
- 1863-1875 : Les Habits noirs
  - Les Habits noirs (1863), préface de Jacques Bergier aux éditions Marabout et Robert Laffont coll. « Bouquins »
  - Cœur d'acier (1866)
  - L'Avaleur de sabre (1867)
  - La Rue de Jérusalem (1868)
  - L'Arme invisible (1869) ; avant-propos de Paul Féval
  - Les Compagnons du Trésor (1872)
  - La Bande Cadet (1875) ; postface et tableau chronologique par François Le Lionnais aux éditions Marabout et Robert Laffont, coll. « Bouquins »
- 1864 : Les Tribunaux secrets : ouvrage historique
- 1865-1866 : La Cavalière
- 1866 : La Fabrique de crimes
- 1867 : Annette Laïs
- 1867 : La Pécheresse
- 1868 : Le Cavalier Fortune
- 1869 : Le Quai de la ferraille
- 1871 : Le Dernier Vivant
- 1873 : Le Chevalier de Keramour
- 1874 : Les Cinq
- 1875 : La Ville-vampire
- 1876 : La Première Aventure de Corentin Quimper
- 1876 : Châteaupauvre - Voyage au dernier pays de Bretagne
- 1877 : Les Étapes d'une conversion
- 1877 : Jésuites !
- 1877 : Le Dernier Chevalier
- 1879 : Les Merveilles du Mont Saint-Michel

## Adaptations
- Le Bossu :
  - Le Bossu ou le Petit Parisien (1925), film français de Jean Kemm
  - Le Bossu (1944), film français de Jean Delannoy
  - Le Bossu (1959), film français d'André Hunebelle
  - Le Bossu (1997), film français de Philippe de Broca
- Les Habits noirs (1967), feuilleton télévisé français de René Lucot
- Lagardère (1967), feuilleton télévisé français de Jean-Pierre Decourt
- Lagardère (2003), téléfilm français en deux parties d'Henri Helman
- Le Loup blanc, téléfilm français en trois parties, (1977) de Jean-Pierre Decourt.

## Grand prix Paul-Féval
En 1984, la Société des gens de lettres, en hommage au romancier, qui a présidé l'institution en 1867, a créé le grand prix Paul-Féval de littérature populaire à l'initiative de Suzanne Lacaille, arrière-petite-fille de l'auteur.

## Éditions
L’œuvre de Paul Féval étant maintenant dans le domaine public, certains romans peuvent être téléchargés légalement et gratuitement aux adresses suivantes (liste non exhaustive) :
- Gallica
- Pitbook
- Ebooks Libres et Gratuits